# Тарас Ліскевич
Тарас Ліскевич (відомий як Террі Ліскевич, англ. Taras «Terry» Liskevych; нар. 14 жовтня 1948, табір DP поблизу Мюнхена) — американський тренер із волейболу, колишній волейболіст, головний тренер жіночої збірної США з волейболу. Етнічний українець.

## Життєпис
Народжений 14 жовтня 1948 року в таборі DP поблизу м. Мюнхена. Син Тараса-Мирослава Ліскевича.
У 1951 році батько із сім'єю переїхав до США, де вони протягом певного часу мешкали в Українському селі Чикаго. 1970 року здобув бакалаврат в Університеті Лойоли (Чикаго), 1976 року — докторат зі спортивної психології та міжнародного спорту в Університеті Огайо.
1966 року Тарас розпочав займатися волейболом у «Пласті». Тренував чоловічу команду Університету Огайо, жіночу команду Університету Пасифік (м. Стоктон, Каліфорнія). У 1985—1996 — головний тренер жіночої збірної США. Очолював жіночу збірну команду зірок волейболу, яка в 1991 році перемогла чемпіона світу — збірну СРСР.
У 2005—2016 роках тренував команду Університету штату Орегон.

### Досягнення
- бронзовий призер Ігор доброї волі (Москва, 1986), Панамериканських ігор (м. Індіанаполіс, США, 1987), чемпіонату світу (Китай, 1990), 25-х Олімпійських ігор (м. Барселона, Іспанія, 1992).

### Відзнаки
- тренер року серед університетських команд США (1983).

### Сім'я
Дружина — Ненсі, діти: Марко, Христина.